# Список пропорцій національних прапорів
У наступній таблиці вказано співвідношення сторін (співвідношення висоти до ширини) національних прапорів, які використовуються країнами та залежними регіонами. Варіанти прапорів, наприклад кормові прапори, перераховуються в колонці «Альтернативні прапори», якщо вони мають пропорції, відмінні від національного прапора. Території без офіційного прапора, відмінного від прапора країни, яка їх контролює, виключаються.
Найчастіше використовуються співвідношення 2:3, яке використовується 85 із 195 суверенних держав, а потім 1:2, яке використовується 54 суверенними державами. Більшість залежних територій і колишніх колоній використовують ті самі пропорції, що й їхні материнські країни: усі британські заморські території використовують співвідношення 1:2, тоді як прапори більшості колишніх і нинішніх нідерландських і французьких територій мають пропорції 2:3.
Для порівняння співвідношення також наведено у вигляді десяткового числа, яке дорівнює діленню ширини прапора на його висоту (наприклад, прапор 2:3 має десяткове співвідношення 3/2 ). Прапори з ірраціональними співвідношеннями мають лише десяткове наближення та мають точну форму, наведену в стовпці «Примітки» (де також міститься додаткова інформація, така як схожі прапори, останні зміни прапорів тощо).
Легенда:
- Жирний шрифт: суверенні держави (держави-члени ООН і держави-спостерігачі Генеральної Асамблеї ООН, які не є членами)
- Жирний курсив : держави з обмеженим визнанням
- Курсив : залежні території, складові країни та інші несуверенні території

Натисніть на заголовок «Прапор», щоб відсортувати за статусом: спочатку суверенні держави, потім країни де-факто, потім залежні.

## Основний список
| Прапор | Країна або регіон                                                 | Пропорції                                 | Альтернативні прапори | Джерела та примітки |
| ------ | ----------------------------------------------------------------- | ----------------------------------------- | --- | --- |
| A      | Австралія                                                         | 1:2 (2)                                   | | Подібний до прапора Нової Зеландії |
| A      | Австрія                                                           | 2:3 (1,5)                                 | | |
| A      | Азербайджан                                                       | 1:2 (2)                                   | | [ 2 ] |
| C      | Аланди (Фінляндія)                                                | 17:26 (1,529)                             | | Скандинавський хрест |
| A      | Албанія                                                           | 5:7 (1,4)                                 | Цивільні, державні та військово-морські прапори: 2:3                                                                                 | [ 3 ] |
| A      | Алжир                                                             | 2:3 (1,5)                                 | | |
| C      | Американське Самоа (Сполучені Штати Америки)                      | 10:19 (1,9)                               | | |
| C      | Американські Віргінські Острови (Сполучені Штати Америки)         | 2:3 (1,5)                                 | | |
| A      | Андорра                                                           | 7:10 (1,429)                              | | Схожий на прапори Чаду, Молдови та Румунії |
| A      | Ангола                                                            | 2:3 (1,5)                                 | | |
| C      | Ангілья (Велика Британія)                                         | 1:2 (2)                                   | | «Прапор дельфінів» Республіки Ангілья 1967–1969 років мав співвідношення 3:5. |
| A      | Антигуа і Барбуда                                                 | 2:3 (1,5)                                 | | |
| A      | Аргентина                                                         | 5:8 (1,6)                                 | Цивільний прапор і прапор (без сонця): 9:14                                                                                          | |
| C      | Аруба (Нідерланди)                                                | 2:3 (1,5)                                 | | [ 5 ] |
| B      | Афганістан (Ісламський Емірат)                                    | 1:2 (2)                                   | | Зараз спірне після Падіння Кабула (2021). |
| A      | Афганістан (Ісламська Республіка)                                 | 2:3 (1,5)                                 | | З 2001 по 2004 була використана версія прапора 1:2. Наразі спірний після Падіння Кабула (2021). |
| A      | Багамські Острови                                                 | 1:2 (2)                                   | | |
| A      | Бангладеш                                                         | 3:5 (1,667)                               | Прапори цивільних, військово-морських і повітряних сил: 1:2                                                                          | [ 7 ] |
| A      | Барбадос                                                          | 2:3 (1,5)                                 | Прапор ВМС: 1:2 | [ 8 ] |
| A      | Бахрейн                                                           | 3:5 (1,667)                               | | |
| A      | Беліз                                                             | 3:5 (1,667)                               | | |
| A      | Бельгія                                                           | 13:15 (1,154)                             | Цивільні та військово-морські прапори: обидва 2:3                                                                                    | Цивільна версія 2:3 використовується частіше на суші, хоча офіційною є версія 13:15. |
| A      | Бенін                                                             | 2:3 (1,5)                                 | | Панафриканські кольори |
| C      | Бермудські Острови (Велика Британія)                              | 1:2 (2)                                   | | |
| A      | Білорусь                                                          | 1:2 (2)                                   | | [ 9 ] |
| A      | Болгарія                                                          | 3:5 (1,667)                               | Військово-морський прапор: 2:3 Військовий прапор: 1:1                                                                                | [ 10 ] |
| A      | Болівія                                                           | 15:22 (1,467)                             | Морський прапор 2:3 Віпала: 1:1 | [ 11 ] |
| C      | Бонайре (Нідерланди)                                              | 2:3 (1,5)                                 | | |
| A      | Боснія і Герцеговина                                              | 1:2 (2)                                   | | [ 12 ] |
| A      | Ботсвана                                                          | 2:3 (1,5)                                 | | |
| A      | Бразилія                                                          | 7:10 (1,429)                              | Морський прапор: 3:4 | [ 13 ] |
| C      | Британська Арктична Територія (Велика Британія)                   | 1:2 (2)                                   | | |
| C      | Британська Територія в Індійському Океані (Велика Британія)       | 1:2 (2)                                   | | |
| C      | Британські Віргінські Острови (Велика Британія)                   | 1:2 (2)                                   | | |
| A      | Бруней                                                            | 1:2 (2)                                   | Військовий прапор: 2:3 | [ 14 ] |
| A      | Буркіна-Фасо                                                      | 2:3 (1,5)                                 | | Панафриканські кольори |
| A      | Бурунді                                                           | 3:5 (1,667)                               | | До 1982 року використовувався варіант прапора 2:3. |
| A      | Бутан                                                             | 2:3 (1,5)                                 | | |
| A      | Вануату                                                           | 19:36 (1,895)                             | | |
| A      | Ватикан                                                           | 1:1 (1) *                                 | | * Явно не визначено, хоча співвідношення 1:1 вважається прийнятним. Якщо припустити співвідношення 1:1, один із двох квадратних національних прапорів (другий Швейцарія). Варіанти співвідношень між 1:1 і 1:2 (2) також існують.                                                                                                  |
| A      | Велика Британія                                                   | 1:2 (2)                                   | | |
| A      | Венесуела                                                         | 2:3 (1,5)                                 | | |
| A      | В'єтнам                                                           | 2:3 (1,5)                                 | | [ 15 ] |
| A      | Вірменія                                                          | 1:2 (2)                                   | | [ 16 ] |
| A      | Габон                                                             | 3:4 (1,333)                               | | |
| A      | Гаїті                                                             | 3:5 (1,667)                               | | |
| A      | Гамбія                                                            | 2:3 (1,5)                                 | | |
| A      | Гана                                                              | 2:3 (1,5)                                 | | Панафриканські кольори |
| A      | Гаяна                                                             | 3:5 (1,667)                               | Національний прапор: 1:2 Прапор цивільної авіації: 7:11                                                                              | |
| C      | Гваделупа (Франція)                                               | 2:3 (1,5)                                 | | |
| A      | Гватемала                                                         | 5:8 (1,6)                                 | | |
| A      | Гвінея                                                            | 2:3 (1,5)                                 | | Панафриканські кольори. Подібний до прапора Малі |
| A      | Гвінея-Бісау                                                      | 1:2 (2)                                   | | Панафриканські кольори |
| C      | Гернсі (Велика Британія)                                          | 2:3 (1,5)                                 | Цивільні та державні прапори: 1:2 | |
| C      | Гібралтар (Велика Британія)                                       | 1:2 (2)                                   | | |
| A      | Гондурас                                                          | 1:2 (2)                                   | | |
| C      | Гонконг (Китай)                                                   | 2:3 (1,5)                                 | | [ 17 ] |
| A      | Гренада                                                           | 3:5 (1,667)                               | Цивільний/державний прапор і військово-морський прапор: 1:2                                                                          | [ 18 ] |
| C      | Гренландія (Данія)                                                | 2:3 (1,5)                                 | | |
| A      | Греція                                                            | 2:3 (1,5)                                 | | |
| A      | Грузія                                                            | 2:3 (1,5)                                 | | Прапор 1990–2004 років мав співвідношення сторін 3:5. |
| C      | Гуам (Сполучені Штати Америки)                                    | 22:41 (1,864)                             | | [ 19 ] |
| A      | Данія                                                             | 28:37 (1,321)                             | Державний прапор: 56:107; морський прапор: 7:17 (обидва Ластівчин хвіст)                                                             | Скандинавський хрест. Офіційно між 28:34 (1.214) і 28:37 (1.321), але частіше використовується довша версія. |
| A      | Демократична Республіка Конго                                     | 3:4 (1,333)                               | | Усі попередні прапори мали співвідношення 2:3. |
| A      | Джибуті                                                           | 2:3 (1,5)                                 | | |
| C      | Джерсі (Велика Британія)                                          | 3:5 (1,667)                               | Цивільні та державні прапори: 1:2 | |
| A      | Домініка                                                          | 1:2 (2)                                   | | |
| A      | Домініканська Республіка                                          | 2:3 (1,5)                                 | | [ 21 ] |
| A      | Еквадор                                                           | 2:3 (1,5)                                 | | Схожий на прапор Колумбії |
| A      | Екваторіальна Гвінея                                              | 2:3 (1,5)                                 | | |
| A      | Еритрея                                                           | 1:2 (2)                                   | | Перші версії прапора були 2:3, а також прапор НФВЕ, на якому базується національний прапор. |
| A      | Есватіні                                                          | 2:3 (1,5)                                 | | |
| A      | Естонія                                                           | 7:11 (1,571)                              | Військово-морський прапор: 7:13 (ластівчин хвіст)                                                                                    | [ 23 ] |
| A      | Ефіопія                                                           | 1:2 (2)                                   | | [ 24 ] |
| A      | Єгипет                                                            | 2:3 (1,5)                                 | | Панарабські кольори |
| A      | Ємен                                                              | 2:3 (1,5)                                 | | Подібний до прапору Іраку. Панарабські кольори. |
| A      | Замбія                                                            | 2:3 (1,5)                                 | | [ 26 ] |
| A      | Зімбабве                                                          | 1:2 (2)                                   | | Панафриканські кольори |
| A      | Ізраїль                                                           | 8:11 (1,375)                              | Прапор цивільних, військово-морських і повітряних сил: 2:3                                                                           | [ 27 ] |
| A      | Ісландія                                                          | 18:25 (1,389)                             | Державний/військовий прапор/прапор: 9:16 (ластівчин хвіст)                                                                           | Скандинавський хрест |
| A      | Індія                                                             | 2:3 (1,5)                                 | | [ 29 ] |
| A      | Індонезія                                                         | 2:3 (1,5)                                 | | Подібний до прапора Монако. |
| A      | Ірак                                                              | 2:3 (1,5)                                 | | Подібний до прапору Ємену. Панарабські кольори |
| C      | Іракський Курдистан (Ірак)                                        | 2:3 (1,5)                                 | | Прапор також час від часу використовується курдами в інших країнах |
| A      | Іран                                                              | 4:7 (1,75)                                | Офіційні характеристики (ISIRI), співвідношення дорівнює 1:{\displaystyle 75*(7{\sqrt {5}}-15)/28}, що спрощує до приблизно 1:1,7477 | |
| A      | Ірландія                                                          | 1:2 (2)                                   | | Подібний до прапору Кот-д'Івуару |
| A      | Іспанія                                                           | 2:3 (1,5)                                 | Прапор армії: 1:1 | [ 31 ] |
| A      | Італія                                                            | 2:3 (1,5)                                 | Військовий прапор: 1:1 | [ 32 ] [ 33 ] |
| A      | Йорданія                                                          | 1:2 (2)                                   | | Подібний до прапору Палестини. Панарабські кольори. |
| A      | Кабо-Верде                                                        | 10:17 (1,7)                               | 3:5 (1,667) 4:7 (1,75) 47:80 (1,702) 2:3 (1,5)                                                                                       | Конституція не визначає офіційного співвідношення сторін. Наведено альтернативні бачення співвідношення. |
| A      | Казахстан                                                         | 1:2 (2)                                   | | [ 36 ] [ 37 ] |
| C      | Кайманові острови (Велика Британія)                               | 1:2 (2)                                   | | |
| A      | Камбоджа                                                          | 16:25 (1,563)                             | | |
| A      | Камерун                                                           | 2:3 (1,5)                                 | | Панафриканські кольори. Подібний до прапора Сенегалу |
| A      | Канада                                                            | 1:2 (2)                                   | | [ 38 ] |
| A      | Катар                                                             | 11:28 (2,545)                             | | Прапор Катару є єдиним державним прапором, ширина якого в два рази перевищує висоту. |
| A      | Кенія                                                             | 2:3 (1,5)                                 | Прапор ВМС: 1:2 | Панафриканські кольори |
| A      | Кіпр                                                              | 2:3 (1,5)                                 | | До 2006 року використовувався дещо інший дизайн, який мав співвідношення сторін 3:5. |
| A      | Кірибаті                                                          | 1:2 (2)                                   | | |
| A      | Киргизстан                                                        | 3:5 (1,667)                               | | |
| A      | Китай                                                             | 2:3 (1,5)                                 | | [ 41 ] |
| C      | Кокосові острови (Австралія)                                      | 1:2 (2)                                   | | |
| A      | Колумбія                                                          | 2:3 (1,5)                                 | | Схожий на прапор Евадору |
| A      | Коморські острови                                                 | 3:5 (1,667)                               | | |
| B      | Косово                                                            | 5:7 (1,4)                                 | | [ 42 ] [ Note 1 ] |
| A      | Коста-Рика                                                        | 3:5 (1,667)                               | | |
| A      | Кот-д'Івуар                                                       | 2:3 (1,5)                                 | | Подібний до прапору Ірландії |
| A      | Куба                                                              | 1:2 (2)                                   | Військово-морський прапор: 2:3 | Військово-морський прапор, біло-блакитний біколор із білою зіркою в червоному кантоні, ненадовго був національним прапором під час Десятирічної війни, з 1868 по 1878 рік. |
| A      | Кувейт                                                            | 1:2 (2)                                   | | Панарабські кольори |
| C      | Кюрасао (Нідерланди)                                              | 2:3 (1,5)                                 | | |
| A      | Лаос                                                              | 2:3 (1,5)                                 | | |
| A      | Латвія                                                            | 1:2 (2)                                   | Військово-морський прапор: 2:3 | [ 43 ] [ 44 ] |
| A      | Лесото                                                            | 2:3 (1,5)                                 | | |
| A      | Литва                                                             | 3:5 (1,667)                               | Військово-морський прапор: 1:2 | Офіційно зазначено в Законі про державний прапор та інші прапори. |
| A      | Ліберія                                                           | 10:19 (1,9)                               | | |
| A      | Ліван                                                             | 2:3 (1,5)                                 | | |
| A      | Лівія                                                             | 1:2 (2)                                   | Військово-морський прапор: 2:3 | Пропорції були такими ж до 2011 року: 1:2 для державного прапора (суцільний зелений прапор) і 2:3 для військово-морського прапора. Панафриканські кольори. |
| A      | Ліхтенштейн                                                       | 3:5 (1,667)                               | | [ 46 ] |
| A      | Люксембург                                                        | 3:5 (1,667)                               | Цивільний прапор: 5:7 | Відповідно до закону, можна використовувати співвідношення як 1:2, так і 3:5, але більш поширеним є співвідношення 3:5. Цивільний прапор (синьо-білий смугастий прапор із червоним левом) може вивішуватися як цивільний прапор поруч із національним прапором, у цьому випадку він повинен мати ті самі пропорції, що й триколор. |
| A      | Маврикій                                                          | 2:3 (1,5)                                 | Цивільні та державні прапори: 26:57 Військово-морський прапор: 1:2                                                                   | [ 48 ] |
| A      | Мавританія                                                        | 2:3 (1,5)                                 | | Панафриканські кольори |
| A      | Мадагаскар                                                        | 2:3 (1,5)                                 | | |
| C      | Макао (Китай)                                                     | 2:3 (1,5)                                 | | |
| A      | Малаві                                                            | 2:3 (1,5)                                 | | Панафриканські кольори |
| A      | Малайзія                                                          | 1:2 (2)                                   | | |
| A      | Малі                                                              | 2:3 (1,5)                                 | | Панафриканські кольори. Подібний до прапору Гвінеї |
| A      | Мальдіви                                                          | 2:3 (1,5)                                 | | |
| A      | Мальта                                                            | 2:3 (1,5)                                 | | [ 49 ] |
| A      | Марокко                                                           | 2:3 (1,5)                                 | | |
| C      | Мартиніка (Франція)                                               | 2:3 (1,5)                                 | | Прийнятий у 2023 році та використовувався разом із державним прапором Франції. Раніше було кілька неофіційних прапорів, деякі з яких мали співвідношення 2:3. З 2018 по 2019 рік використовуваний прапор «Ipséité» мав співвідношення 8:11.                                                                                        |
| A      | Маршаллові острови                                                | 10:19 (1,9)                               | | |
| A      | Мексика                                                           | 4:7 (1,75)                                | Військово-морський прапор: 1:1 | [ 50 ] |
| A      | Мікронезія                                                        | 10:19 (1,9)                               | | |
| A      | Мозамбік                                                          | 2:3 (1,5)                                 | | Панафриканські кольори |
| A      | Молдова                                                           | 1:2 (2)                                   | Військовий прапор: 2:3 | Подібний до прапору Андорри |
| A      | Монако                                                            | 4:5 (1,25)                                | Державний прапор: 2:3 | 4:5 є офіційними пропорціями, хоча прапор зазвичай відображається у співвідношенні 2:3. Подібний до прапору Індонезії. |
| A      | Монголія                                                          | 1:2 (2)                                   | | [ 53 ] |
| C      | Монтсеррат (Велика Британія)                                      | 1:2 (2)                                   | | |
| A      | М'янма                                                            | 2:3 (1,5)                                 | Військово-морський прапор: 5:9 | Національний прапор до 2010 року мав ті самі пропорції 5:9, що й нинішній морський прапор. |
| A      | Намібія                                                           | 2:3 (1,5)                                 | | [ 55 ] |
| A      | Науру                                                             | 1:2 (2)                                   | | |
| A      | Непал                                                             | 50:41 (0,82) 5000000000:4101687939 (0,82) | | Єдиний непрямокутний державний прапор; також єдиний прапор із десятковим відношенням нижче 1 (тобто вище, ніж ширина). Тоді як червона внутрішня частина має співвідношення рівне 4:3 (0,75), повний прапор має ірраціональне співвідношення сторін приблизно 1,21901:1 через синю рамку.                                          |
| A      | Нігер                                                             | 6:7 (1,167)                               | | Навіть уряд Нігеру іноді демонструє прапор з іншими пропорціями, ніж звичайне співвідношення 6:7. Конституція не дає конкретного співвідношення сторін, хоча версія 6:7, здається, зазвичай відображається. Також можна побачити варіант 2:3.                                                                                      |
| A      | Нігерія                                                           | 1:2 (2)                                   | | [ 59 ] |
| A      | Нідерланди                                                        | 2:3 (1,5)                                 | | Подібний до прапору Люксембургу. Співвідношення прапорів не вказано прямо в законі, але встановлено конвенцією. |
| A      | Нікарагуа                                                         | 3:5 (1,667)                               | | [ 61 ] |
| A      | Німеччина                                                         | 3:5 (1,667)                               | | Версія, яка використовувалася з 1919 по 1933 рік, була 2:3. |
| C      | Ніуе (Нова Зеландія)                                              | 1:2 (2)                                   | | |
| A      | Нова Зеландія                                                     | 1:2 (2)                                   | | Подібний до прапору Австралії |
| C      | Нова Каледонія (Франція)                                          | 1:2 (2)                                   | | Нова Каледонія є одним із небагатьох регіонів з двома офіційними державними прапорами: як канакський (показаний), так і французький триколор (з пропорціями 2:3) мають офіційний статус. |
| A      | Норвегія                                                          | 8:11 (1,375)                              | Державний/військовий прапор/прапор: 16:27 (ластівчин хвіст)                                                                          | Скандинавський хрест |
| A      | Об'єднані Арабські Емірати                                        | 1:2 (2)                                   | | Панарабські кольори. |
| A      | Оман                                                              | 1:2 (2)                                   | Військово-морський прапор: 2:3 | |
| C      | Острів Мен (Велика Британія)                                      | 1:2 (2)                                   | | |
| C      | Острів Норфолк (Австралія)                                        | 1:2 (2)                                   | | [ 65 ] |
| C      | Острів Різдва (Австралія)                                         | 1:2 (2)                                   | | |
| C      | Острови Кука (Нова Зеландія)                                      | 1:2 (2)                                   | | |
| A      | Пакистан                                                          | 2:3 (1,5)                                 | Військово-морський прапор: 1:2 | [ 66 ] |
| A      | Палау                                                             | 5:8 (1,6)                                 | | [ 67 ] |
| A      | Палестина                                                         | 1:2 (2)                                   | | Подібний з прапорами Йорданії та Судану. Панарабські кольори |
| A      | Панама                                                            | 2:3 (1,5)                                 | | |
| A      | Папуа Нова Гвінея                                                 | 3:4 (1,333)                               | | |
| A      | Парагвай                                                          | 11:20 (1,818)                             | | [ 68 ] |
| A      | Перу                                                              | 2:3 (1,5)                                 | Військово-морський прапор: 1:1 | |
| C      | Південна Джорджія і Південні Сандвічеві Острови (Велика Британія) | 1:2 (2)                                   | | |
| A      | Південна Корея                                                    | 2:3 (1,5)                                 | | [ 69 ] |
| A      | Південно-Африканська Республіка                                   | 2:3 (1,5)                                 | | [ 70 ] |
| A      | Південний Судан                                                   | 1:2 (2)                                   | | Панафриканські кольори |
| A      | Північна Корея                                                    | 1:2 (2)                                   | Військовий, військово-морський і повітряний прапори: 3:4                                                                             | Прапор об’єднання Північної та Південної Корей має пропорції 2:3. |
| A      | Північна Македонія                                                | 1:2 (2)                                   | | |
| B      | Північний Кіпр                                                    | 2:3 (1,5)                                 | | |
| C      | Північні Маріанські Острови (Сполучені Штати Америки)             | 1:2 (2)                                   | | |
| C      | Піткерн (Велика Британія)                                         | 1:2 (2)                                   | | |
| A      | Польща                                                            | 5:8 (1,6)                                 | | Подібний до прапорів Індонезії та Монако, у яких кольори розташовані з протилежного боку |
| A      | Португалія                                                        | 2:3 (1,5)                                 | Військово-морський прапор: 1:1 | [ 73 ] |
| C      | Пуерто-Рико (Сполучені Штати Америки)                             | 2:3 (1,5)                                 | | Подібний до прапору Куби, де синій і червоний кольори поміняні місцями |
| A      | Республіка Конго                                                  | 2:3 (1,5)                                 | | Панафриканські кольори |
| A      | Росія                                                             | 2:3 (1,5)                                 | | |
| A      | Руанда                                                            | 2:3 (1,5)                                 | | |
| A      | Румунія                                                           | 2:3 (1,5)                                 | Військово-морський прапор: 1:1 | Подібний до прапору Чаду, де кольори трохи темнішого відтінку |
| C      | Саба (Нідерланди)                                                 | 2:3 (1,5)                                 | Національний прапор: 1:2 Цивільний повітряний прапор: 7:11                                                                           | |
| A      | Сальвадор                                                         | 189:335 (1,772)                           | Цивільний прапор (простий триколор): 3:5 Альтернативний прапор держави (з текстом «Dios Union Libertad»): 3:5 або 18:29              | [ 75 ] |
| A      | Самоа                                                             | 1:2 (2)                                   | | |
| A      | Сан-Марино                                                        | 3:4 (1,333)                               | | [ 76 ] |
| A      | Сан-Томе і Принсіпі                                               | 1:2 (2)                                   | | |
| A      | Саудівська Аравія                                                 | 2:3 (1,5)                                 | Військовий прапор: 5:7 (вимпел) Військово-морський прапор: 12:25                                                                     | |
| B      | Сахарська Арабська Демократична Республіка                        | 1:2 (2)                                   | | Подібний до прапорів Палестини, Йордан та Судану |
| A      | Сейшельські Острови                                               | 1:2 (2)                                   | | [ 77 ] |
| A      | Сенегал                                                           | 2:3 (1,5)                                 | | Панафриканські кольори. Подібний до прапору Камеруну |
| A      | Сент-Вінсент і Гренадини                                          | 2:3 (1,5)                                 | | Кілька веб-сайтів містять пропорції 7:11. |
| A      | Сент-Кіттс і Невіс                                                | 2:3 (1,5)                                 | Військово-морський прапор: 1:2 | |
| A      | Сент-Люсія                                                        | 1:2 (2)                                   | | [ 78 ] |
| C      | Сен-П'єр і Мікелон (Франція)                                      | 2:3 (1,5)                                 | | |
| A      | Сербія                                                            | 2:3 (1,5)                                 | | Колишній прапор Югославії мав співвідношення 1:2, як і прапор Сербії та Чорногорії. Панслов'янські кольори. |
| A      | Сирія                                                             | 2:3 (1,5)                                 | | Прапор 1932–1958 та 1961–1963 років, який досі використовується деякими групами під час громадянської війни в Сирії, має пропорції 1:2. Панарабські кольори. |
| A      | Сінгапур                                                          | 2:3 (1,5)                                 | Цивільні, державні та військово-морські прапори: 1:2                                                                                 | [ 80 ] |
| C      | Сінт-Естатіус (Нідерланди)                                        | 2:3 (1,5)                                 | | |
| C      | Сінт-Мартен (Нідерланди)                                          | 2:3 (1,5)                                 | | |
| A      | Словаччина                                                        | 2:3 (1,5)                                 | | Панслов'янські кольори |
| A      | Словенія                                                          | 1:2 (2)                                   | Цивільний прапор: 2:3 | Панслов'янські кольори |
| A      | Соломонові Острови                                                | 1:2 (2)                                   | | |
| A      | Сомалі                                                            | 2:3 (1,5)                                 | | |
| A      | Сполучені Штати Америки                                           | 10:19 (1,9)                               | | Закон не визначає пропорції прапора. Вони були детально описані в Виконавчому наказі 10834. |
| A      | Судан                                                             | 1:2 (2)                                   | | Панафриканські кольори |
| A      | Суринам                                                           | 2:3 (1,5)                                 | | |
| A      | Східний Тимор                                                     | 1:2 (2)                                   | | |
| A      | Сьєрра-Леоне                                                      | 2:3 (1,5)                                 | | |
| A      | Таджикистан                                                       | 1:2 (2)                                   | | Подібний до прапору Угорщини |
| A      | Таїланд                                                           | 2:3 (1,5)                                 | | |
| B      | Тайвань                                                           | 2:3 (1,5)                                 | | |
| A      | Танзанія                                                          | 2:3 (1,5)                                 | | [ 85 ] |
| C      | Теркс і Кайкос (Велика Британія)                                  | 1:2 (2)                                   | | |
| A      | Того                                                              | 1:φ (1,618)                               | | Сторони прапора мають золотий перетинφ = 1+√5/2 ≈ 1.618034, зробивши прапор Того одним із двох національних прапорів із ірраціональними пропорціями (другий — Непалу). Панафриканські кольори. |
| C      | Токелау (Нова Зеландія)                                           | 1:2 (2)                                   | | |
| A      | Тонга                                                             | 1:2 (2)                                   | | |
| A      | Тринідад і Тобаго                                                 | 3:5 (1,667)                               | Цивільні/державні та військово-морські прапори: 1:2                                                                                  | [ 86 ] |
| A      | Тувалу                                                            | 1:2 (2)                                   | | |
| A      | Туніс                                                             | 2:3 (1,5)                                 | | |
| A      | Туреччина                                                         | 2:3 (1,5)                                 | | [ 87 ] [ 88 ] [ Note 4 ] |
| A      | Туркменістан                                                      | 2:3 (1,5)                                 | | [ 89 ] |
| A      | Уганда                                                            | 2:3 (1,5)                                 | | |
| A      | Угорщина                                                          | 1:2 (2)                                   | Цивільний прапор: 2:3 Військовий прапор і військово-морський прапор: 3:4                                                             | Подібний до прапору Таджикистану |
| A      | Узбекистан                                                        | 1:2 (2)                                   | | |
| A      | Україна                                                           | 2:3 (1,5)                                 | Морський прапор 2:3 | |
| A      | Уругвай                                                           | 2:3 (1,5)                                 | | |
| C      | Фолклендські Острови (Велика Британія)                            | 1:2 (2)                                   | | |
| C      | Фарерські острови (Данія)                                         | 8:11 (1,375)                              | | Скандинавський хрест |
| A      | Фіджі                                                             | 1:2 (2)                                   | | |
| A      | Філіппіни                                                         | 1:2 (2)                                   | | Раніше було 19:8 (2,375). |
| A      | Фінляндія                                                         | 11:18 (1,636)                             | Військовий прапор: 11:19 (ластівчин хвіст)                                                                                           | Скандинавський хрест |
| A      | Франція                                                           | 2:3 (1,5)                                 | | |
| C      | Французька Гвіана (Франція)                                       | 2:3 (1,5)                                 | | |
| C      | Французька Полінезія (Франція)                                    | 2:3 (1,5)                                 | | |
| C      | Французькі Південні і Антарктичні Території (Франція)             | 2:3 (1,5)                                 | | |
| A      | Хорватія                                                          | 1:2 (2)                                   | Цивільний, державний прапор, військово-морський прапор: всі 2:3                                                                      | Панслов'янські кольори |
| A      | Чад                                                               | 2:3 (1,5)                                 | | Схожий на прапор Румунії, де кольори трохи світлішого відтінку |
| A      | Чилі                                                              | 2:3 (1,5)                                 | | Оригінальна версія прапора мала співвідношення сторін 1/2φ2tan(54°) ≈ 1.8017. |
| A      | Чехія                                                             | 2:3 (1,5)                                 | | Панслов'янські кольори |
| B      | Чеченська Республіка Ічкерія                                      | 7:11 (1,571)                              | | |
| A      | Чорногорія                                                        | 1:2 (2)                                   | Військово-морський прапор: 2:5 | [ 96 ] |
| A      | Центральноафриканська Республіка                                  | 2:3 (1,5)                                 | | Різні джерела дають співвідношення 2:3 і 3:5. |
| A      | Швейцарія                                                         | 1:1 (1)                                   | Цивільний/державний прапор: 2:3 | Один із двох квадратних національних прапорів (інший — Ватикан, варіант 1:1 є одним із небагатьох прийнятних). |
| A      | Швеція                                                            | 5:8 (1,6)                                 | Військовий прапор: 1:2 (ластівчин хвіст)                                                                                             | Скандинавський хрест |
| A      | Шрі-Ланка                                                         | 1:2 (2)                                   | | |
| A      | Ямайка                                                            | 1:2 (2)                                   | | |
| A      | Японія                                                            | 2:3 (1,5)                                 | | [ 100 ] |

- Жоден із тринадцяти заморських регіонів і територій Франції, за винятком Французької Полінезії, Нової Каледонії та французьких південних і антарктичних земель, не має офіційних прапорів, крім французького триколору. Прапор департаменту Французька Гвіана був офіційно прийнятий, але цей прапор не був затверджений регіональною радою. Однак більшість інших територій мають неофіційні прапори, і деякі з них використовуються на місцевому рівні.  Див . Прапори регіонів Франції.
- Акротірі та Декелія, суверенні бази Сполученого Королівства, не мають офіційного прапора, крім Юніон Джека. Повідомляється, що зелений прапор із зображенням двох золотих левів насправді є прапором гарнізону Декелія, а не офіційним прапором усієї території.[101]
- Британська заморська територія Святої Єлени, Вознесіння і Трістан-да-Кунья не має окремого прапора і використовує Юніон Джек. Три складові частини мають власні прапори, які відповідають шаблону «блакитного прапора з територіальними гербами» більшості інших Британських заморських територій. Дивіться прапор Святої Єлени, прапор острова Вознесіння та прапор Трістан-да-Кунья .
- Дев'ять малих віддалених островів США не мають офіційних прапорів, хоча є неофіційні місцеві прапори для п'яти островів і груп островів ( атол Джонстон, острови Мідвей, атол Пальміра, острів Уейк і острів Навасса ).
- Жодна з норвезьких заморських територій не має прапорів.
- В Антарктиді немає уряду, і тому вона не може офіційно прийняти прапор, хоча є кілька запропонованих прапорів, які використовуються для представлення континенту.